# فريدريك هيدلاند
فريدريك هيدلاند (بالإنجليزية: Frederick Hedlund)‏ هو منافس ألعاب قوى أمريكي، ولد في 26 أغسطس 1887، وتوفي في 8 ديسمبر 1971.

## وصلات خارجية
- فريدريك هيدلاند على موقع أوليمبيديا (الإنجليزية)